# I Hate Valentine's Day
I Hate Valentine's Day (conocida como Al diablo con el amor en Hispanoamérica, Odio el día de San Valentín en Chile y Con el amor no hay quien pueda en España) es una película de 2009 de comedia romántica escrita y dirigida por Nia Vardalos. La película es protagonizada por Vardalos y John Corbett, anteriormente vistos juntos en My Big Fat Greek Wedding.

## Sinopsis
La florista Genevieve Gernier cree que la mejor manera de obtener amor es no ir más de cinco citas con el mismo hombre. Está obligada a dejar su filosofía cuando conoce a Greg Gatlin, un restaurantero que se muda a su vecindario.

## Recepción
Fue lanzada a cines en Estados Unidos el 3 de julio de 2009 en tres cines. La película recaudó $5,009 en su primer fin de semana. Ha recaudado $1,590,094 a partir del 13 de julio de 2009.